# Novorzjev
Novorzjev (Russisch: Новоржев) is een kleine stad in de Russische oblast Pskov. Het aantal inwoners ligt rond de 4.000. Novorzjev is tevens het centrum van het gelijknamige bestuurlijke rayon. De stad ligt 140 kilometer ten zuidoosten van Pskov.
Novorzjev heeft de status van stad sinds 1777.
Bestuurlijk centrum: Pskov 

Dno · Gdov · Nevel ·Novorzjev · Novosokolniki · Opotsjka · Ostrov · Petsjory · Porchov · Poestosjka · Pytalovo · Sebezj · Velikieje Loeki